# Jean-Paul Mousseau
Pour les articles homonymes, voir Mousseau.
Jean-Paul Mousseau, né à Montréal le 1er janvier 1927 sous le nom Jean-Paul-Armand Mousseau, et mort dans la même ville le 7 février 1991, est un peintre québécois. Il fut un élève de Paul-Émile Borduas et un membre des Automatistes, proche du mouvement libertaire.

## Biographie
À l'âge de treize ans, Jean-Paul Mousseau a commencé à s'intéresser à la peinture alors qu'il était étudiant au Collège Notre-Dame de Montréal, avec le Frère Jérôme comme tuteur, de 1940 à 1945. Peu après, il s'inscrit à l'École du Meuble de Montréal, où il reçoit une formation d’ébénisterie et décoration. C’est là qu’il rencontre Paul-Émile Borduas. Il devient membre du groupe que l'on connaît maintenant sous le nom d'Automatistes. En 1948, il appose sa signature au fameux manifeste Refus global.
Il est membre fondateur de l' Association des artistes non-figuratifs de Montréal. Il a créé des murales pour Hydro-Québec ainsi qu'au Métro Peel de Montréal. Il épouse l'actrice québécoise Dyne Mousso en 1949 et est le père de l'actrice Katerine Mousseau.
Il prit une nouvelle direction à la fin des années 1950 et devint l’un des premiers artistes du Québec à trouver la nécessité d’intégrer l'art dans l'environnement urbain. Ses plus importantes contributions sont des peintures murales originales et d'autres collaborations avec des architectes.

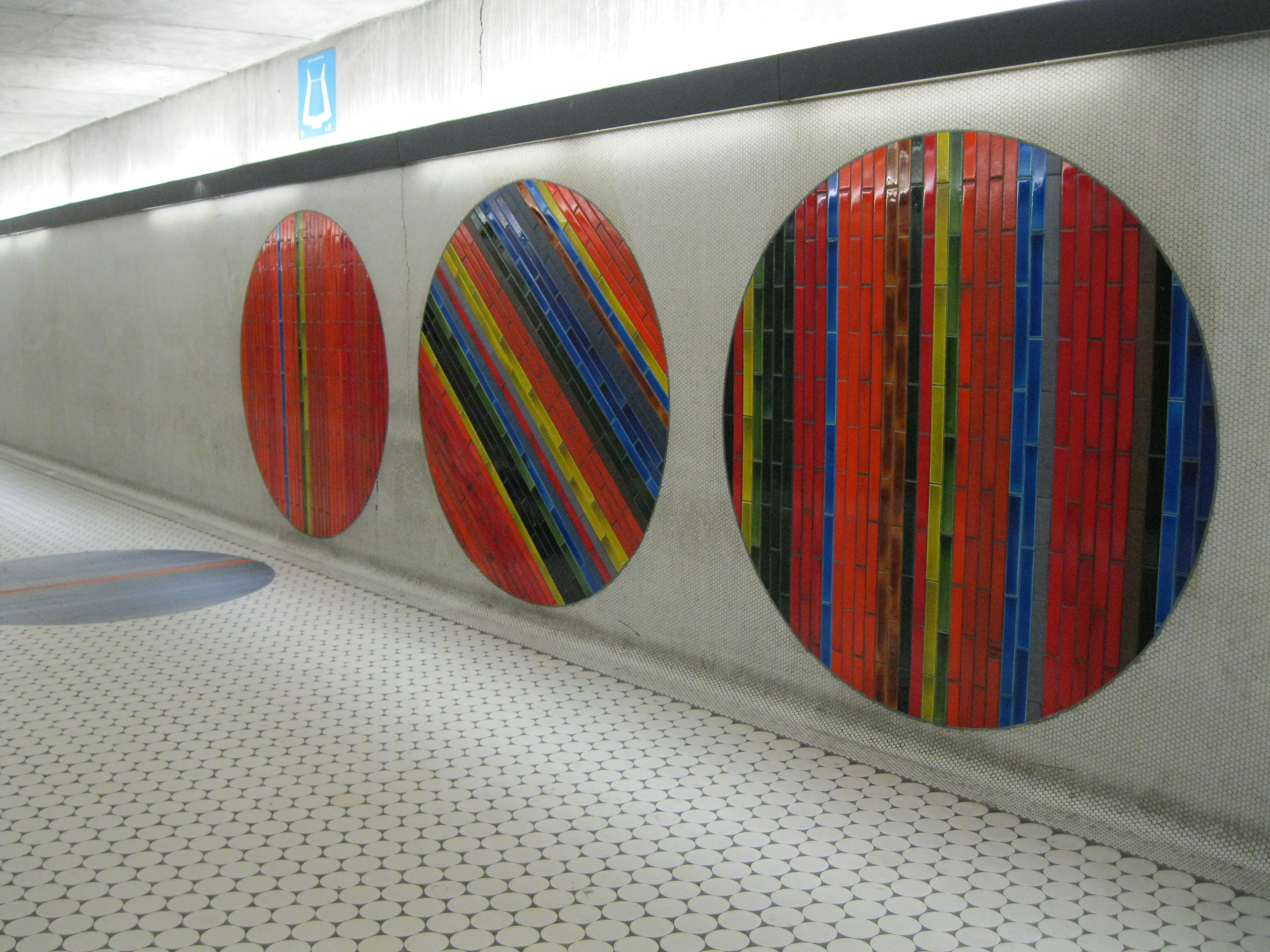
Cercles, à la station de métro Peel

Jean-Paul Mousseau effectua un travail important dans le métro de Montréal. Il tomba en désaccord avec le premier directeur artistique du métro, Robert Lapalme, qui insistait pour que l'art figuratif du métro représente l'histoire de Montréal et soit financé par des entreprises au moyen de la publicité. Mousseau souhaitait ouvrir les portes à l'art non figuratif intégré dans l'architecture en comptant les dépenses dans le budget de construction. Lapalme ne céda jamais pour le réseau initial, excepté pour deux ouvrages (les cercles de Mousseau à la station Peel et les vitraux de Marcelle Ferron au Champ-de-Mars) qu'il a toujours regrettés.
Mousseau succéda à Lapalme comme directeur artistique, et son influence marqua tout le reste du réseau, comprenant des travaux étourdissants d'art non figuratif intégrés à l'architecture. La plupart des œuvres d’art étaient planifiées en accord avec les architectes, mais beaucoup l’étaient par les architectes eux-mêmes.

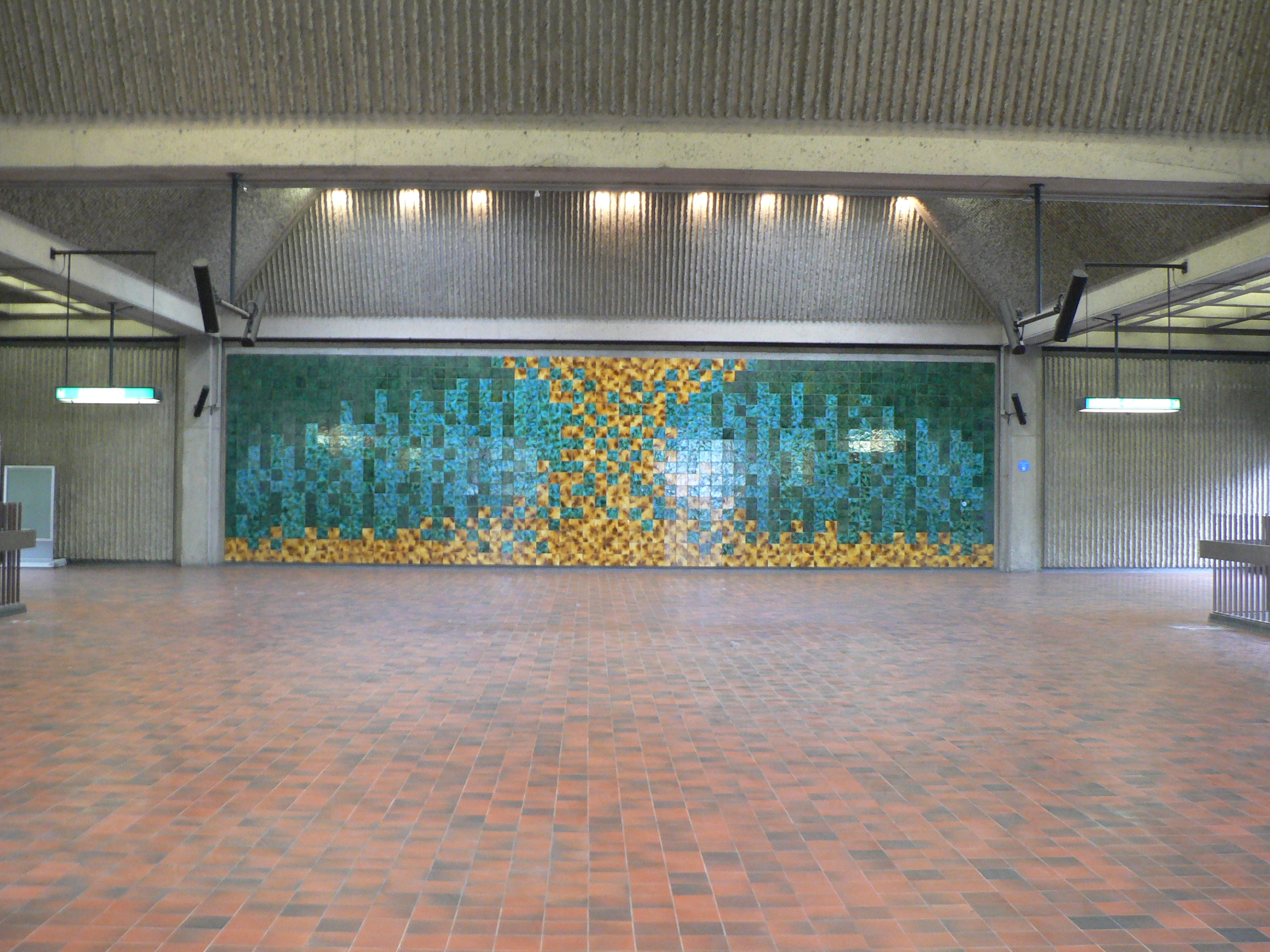
Opus 74, à la station de métro Viau

Les œuvres de Mousseau dans le métro incluent aussi la peinture murale Opus 74 à la station Viau, deux peintures murales à Honoré-Beaugrand et une peinture murale à Square-Victoria.
Par l'intermédiaire du designer Léonard Garneau, responsable de l'aménagement intérieur du Centre d'arts d'Orford, il y conçut des modules d'éclairage pour la salle de concert Gilles-Lefebvre. Ses travaux sont aussi visibles aux Aéroports de Montréal et dans plusieurs tours à bureaux de Montréal.
Le fonds d'archives de Jean-Paul Mousseau (P881) est conservé au centre d'archives de Montréal de la Bibliothèque et Archives nationales du Québec.

## Œuvres

### Arts graphiques
- Sans titre, 1946, encre et aquarelle sur papier collé sur carton, 27,3 × 37,5 cm, Musée national des beaux-arts du Québec, Québec[5].
- Sans titre, 1946, encre sur papier collé sur carton enduit de gouache blanche, 10 × 15,3 cm, Musée national des beaux-arts du Québec, Québec[6].
- On construira quatre ponts, 1947, encre, gouache et pastel sur papier collé sur carton, 30,4 × 45,3 cm, Musée national des beaux-arts du Québec, Québec[7].
- Sans titre, 1947, encre sur papier, 22,5 × 30,2 cm, Musée national des beaux-arts du Québec, Québec[8].
- Sans titre, 1948, gouache sur papier collé sur carton, 48,2 × 61,3 cm, Musée national des beaux-arts du Québec, Québec[9].
- Au soir de la rue, Katherine rêvait d'orange, 1949, encre sur papier, 27 × 20,5 cm, Musée national des beaux-arts du Québec, Québec[10].
- Abstraction 1, 1951, huile sur toile, 101,7 × 76,3 cm, Musée national des beaux-arts du Québec, Québec[11].
- Couleur vapeur, de l'album « Sans titre », 1956, sérigraphie, 9/50, 66,5 × 51 cm (papier); 51,3 × 36 cm (image), Musée national des beaux-arts du Québec, Québec[12].
- Spectrum 6, 1958, pastel à l'huile et pastel sec sur carton collé sur panneau de fibre de bois, 101,5 × 76,2 cm, Musée national des beaux-arts du Québec, Québec[13].

### Arts décoratifs
- Lampe, 1960, fibre de verre et métal, 151,5 × 41,5 × 40 cm, Musée national des beaux-arts du Québec, Québec[14].

## Expositions
- 1946 Musée des beaux-arts de Montréal
- 1947 Automatistes, Galerie du Luxembourg, Paris; Exposition avec Riopelle à Montréal.
- 1952 Automatistes, Musée des Beaux-Arts de Montréal; Biennale de la peinture canadienne, Galerie d'art nationale, Ottawa.
- 1953 Automatistes, Place-Des-Arts, Montréal.
- 1954 La matière Chante, Galerie Antoine, Montréal; Biennale de peinture canadienne, Galerie d'art nationale, Ottawa; Il gagne le premier prix du Winnipeg Art Show; Jeunes peintres du Canada en Belgique.
- 1955 Espace 55, Musée des Beaux-Arts de Montréal; Galerie l'Actuelle, Montréal.
- 1956 Galerie l'Actuelle, avec Riopelle, Borduas, Sam Francis, McEwen et autres.
- 1957 Exposition de l'Association des artistes non-figuratifs de Montréal.
- 1959 Association des artistes non-figuratifs de Montréal, Musée des Beaux-Arts de Montréal.
- 1960 L'exposition Universelle de Bruxelles, 20 peintres canadiens, Galerie Denyse Delrue.
- 1963 Festival des deux mondes, Spoletto, Italie.
- 1964 Sculptures lumineuses, Musée de Montréal, Salon du Printemps.
- 1967 Rétrospective Aspects, Musée d'art contemporain de Montréal, Montréal.
- 1971 Borduas et les Automatistes, Grand Palais, Paris.
- 1980 Société des arts contemporains, Galerie d'art d'Edmonton.
- 1983 Association des artistes non-figuratifs de Montréal, Université Concordia.
- 1997 Rétrospective Mousseau, Musée d'art contemporain de Montréal, Montréal[15].

## Institutions possédant des œuvres de Mousseau
- Agnes Etherington Art Centre
- Art Gallery of Alberta
- Musée des beaux-arts de Montréal

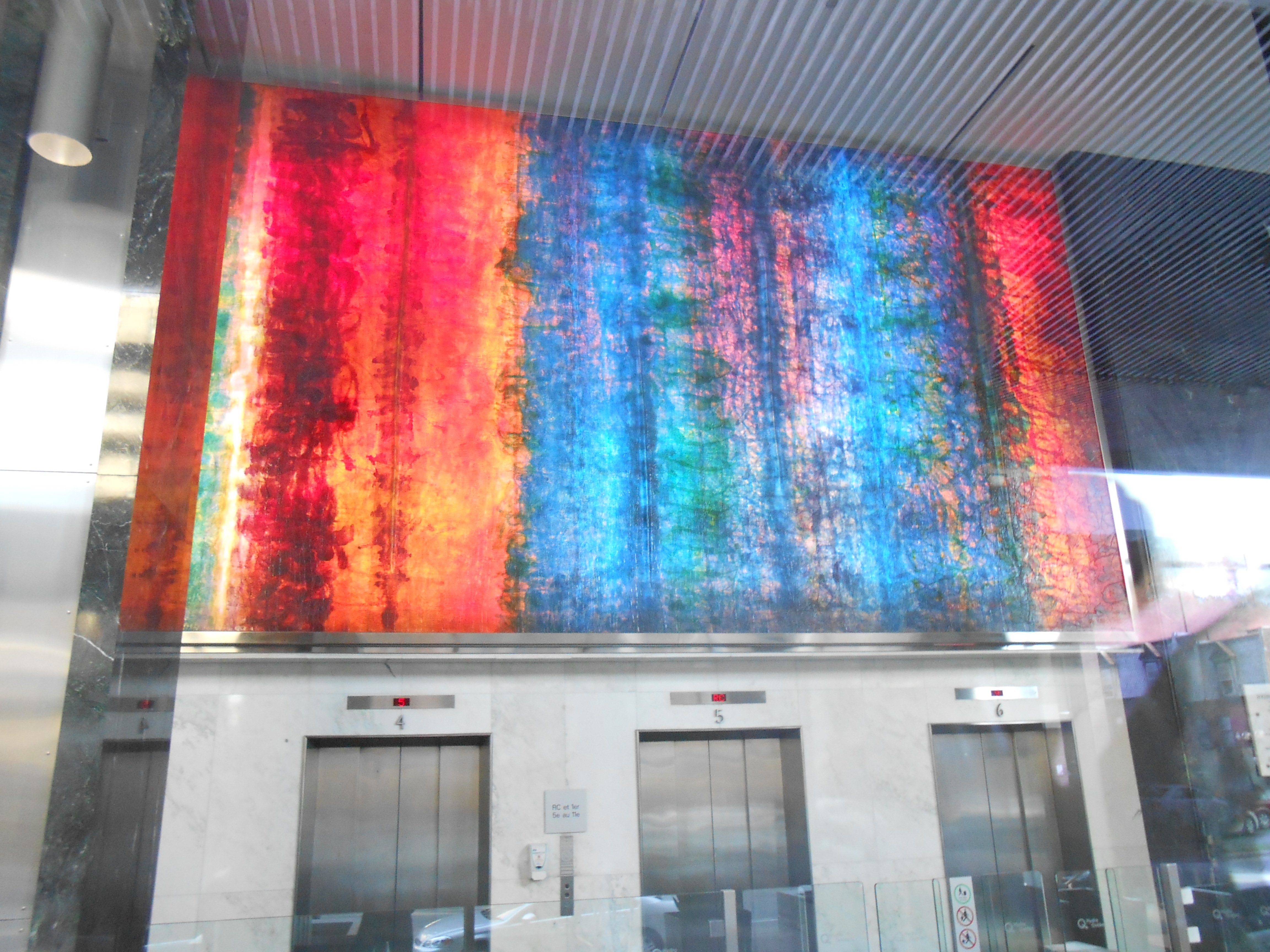
Lumière et mouvement dans la couleur, siège social d'Hydro-Québec

- Musée d'art contemporain de Montréal
- Musée de la civilisation[16]
- Musée national des beaux-arts du Québec[17]
- Musée d'art de Joliette, Québec
- Musée Laurier
- Galerie d'art Leonard & Bina Ellen, Université Concordia, Montréal
- Galerie d'art nationale du Canada, Ottawa
- Galerie d'art d'Edmonton, Alberta
- Galerie d'art de Windsor, Ontario
- Hydro-Québec, Montréal, hall, Lumière et mouvement dans la couleur, 1961-1962[18]
- Université de Lethbridge, Alberta
- Collège Notre-Dame de Montréal (Mosaïque extérieure du Centre Notre-Dame)
- Vancouver Art Gallery